# NGC 5727
NGC 5727 ist eine 13,7 mag helle Spiralgalaxie mit ausgeprägten Emissionslinien vom Hubble-Typ Sd im Sternbild Bärenhüter und etwa 71 Millionen Lichtjahre von der Milchstraße entfernt. 
Sie wurde am 10. Juni 1882 von Édouard Stephan entdeckt.